# Князево (Уфимський міський округ)
Кня́зево (рос. Князево, башк. Князев) — присілок у складі Башкортостану, Росія. Входить до складу Уфимського міського округу, Калінінського району міста Уфа.
Населення — 891 особа (2010, 740 у 2002).
Національний склад:
- росіяни — 64 %